# Parola bisdrucciola
In fonologia, una parola bisdrucciola è una parola con accento tonico sulla quartultima sillaba, come àbitano, diàmoglielo.
In generale è possibile trovare parole bisdrucciole nelle terze persone plurale del presente indicativo di verbi la cui prima persona è già una parola sdrucciola come fàbbricano-fàbbrico oppure dèlegano-dèlego.